# Петрегино
Петрегино — деревня в Вельском районе Архангельской области. Относится к  Пакшеньгскому сельскому поселению.

## География
Расположена деревня на равом берегу реки Пакшеньга в 30 км к северу от райцентра Вельск, в 1 километре от административного центра Пакшеньгского сельского поселения, деревни Ефремковская. Ближайшие населённые пункты: на востоке — Кулаково-Подгорье и Ефремковская, на юге — Степанковская, а на западе — Окуловская.
Часовой пояс
Петрегино, как и вся Архангельская область, находится в часовой зоне МСК (московское время). Смещение применяемого времени относительно UTC составляет +3:00.

## Население
| 2002 | 2010 | 2012 | 2014 |
| ---- | ---- | ---- | ---- |
| 12   | ↘7   | ↘5   | ↗10  |

## История
В материалах оценочно-статистического исследования земель Вельского уезда упомянуто, что в 1900 году в административном отношении деревня входила в состав Пакшинского сельского общества Устьвельской волости. На момент переписи в селении Иванковскiй починокъ(Петрягино) находилось 20 хозяйств, в которых проживало 67 жителей мужского пола и 66 женского.